# Orciano di Pesaro
Orciano di Pesaro é uma comuna italiana da região dos Marche, Província de Pesaro e Urbino, com cerca de 2.268 habitantes. Estende-se por uma área de 23 km², tendo uma densidade populacional de 99 hab/km². Faz fronteira com Barchi, Mondavio, Monte Porzio, Montemaggiore al Metauro, San Giorgio di Pesaro, Sant'Ippolito, Serrungarina.